# 莫馬河
莫馬河是俄羅斯的河流，位於薩哈共和國內，屬於因迪吉爾卡河的右支流，河道全長406公里，流域面積30,200平方公里，河道不能讓船隻航行。
莫馬河在每年9月下旬至10月上旬開始結冰，直至翌年5月下旬至6月上旬。
66°26′10″N 143°10′55″E / 66.43611°N 143.18194°E